# Annett Wunder
Annett Wunder (geboren 1976 in Jena) ist eine deutsche Juristin und Richterin am Hessischen Landessozialgericht. Sie ist seit 2023 richterliches Mitglied im Staatsgerichtshof des Landes Hessen.

## Beruflicher Werdegang
Wunder studierte Rechtswissenschaft an der Universität Potsdam, der Hebräischen Universität Jerusalem und der Goethe-Universität Frankfurt am Main. An letzter wurde Wunder promoviert mit einer Dissertation zum Thema „Grenzenüberschreitende Krankenbehandlung im Spannungsfeld von Grundfreiheiten und vertraglicher Kompetenzverteilung“.
Seit 2008 begann Wunder ihre juristische Karriere in der hessischen Sozialgerichtsbarkeit. Sie war als Richterin an den Sozialgerichten Gießen, Marburg und Frankfurt am Main tätig. Von 2018 bis 2020 war sie als Wissenschaftliche Mitarbeiterin an das Bundesverfassungsgericht in Karlsruhe abgeordnet. 2021 wurde Wunder als Richterin an das Hessische Landessozialgericht in Darmstadt berufen.
Seit dem 1. April 2023 ist Annett Wunder richterliches Mitglied im Staatsgerichtshof des Landes Hessen. Sie wurde zusammen mit Harald Wack am 22. März 2023 im Hessischen Landtag vereidigt. Wack und Wunder lösten die beiden langjährigen hessischen Verfassungsrichter Michaela Kilian-Bock und Mathias Metzner ab.
Wunder ist Mitglied der Landesgruppe Hessen von RechtGrün, einem „Verein Grüner und Grünnaher Juristinnen und Juristen“. Sie veröffentlicht unregelmäßig Artikel zum Sozialrecht in den Fachzeitschriften Zeitschrift für europäisches Sozial- und Arbeitsrecht und Die Sozialgerichtsbarkeit und ist Autorin im Großkommentar zum Sozialgesetzbuch (SGB), auch Kasseler Kommentar genannt.

## Veröffentlichungen
Monografien
- Grenzenüberschreitende Krankenbehandlung im Spannungsfeld von Grundfreiheiten und vertraglicher Kompetenzverteilung. Dissertation. Lang, Frankfurt am Main / Berlin / Bern / Bruxelles / New York, NY / Oxford / Wien 2008, ISBN 978-3-631-57967-1.

Artikel
- Berücksichtigung von Solidarität und Umverteilung in der Rechtsprechung des EuGH bei grenzüberschreitender Krankenbehandlung. In: Zeitschrift für europäisches Sozial- und Arbeitsrecht. Nr. 2, 2006, S. 58–64, urn:nbn:de:101:1-2021021908090087739985 (zesardigital.de).
- Die Zuzahlungspflicht nach §§ 61, 62 SGB V für Leistungsempfänger des SGB II: Ist die Verfassungswidrigkeit der Regelleistung eine Frage der Darlegungslast? In: Die Sozialgerichtsbarkeit. Nr. 2, 2009, S. 79–84, urn:nbn:de:101:1-2021021607412622699668 (diesozialgerichtsbarkeit.de).
- mit Joachim Wentzel: Kohäsion oder Inklusion? Zu den Ansätzen der EU und des Europarats zur Bekämpfung von Armut und sozialer Ausgrenzung. In: Zeitschrift für europäisches Sozial- und Arbeitsrecht. Band 8, 2009, S. 329–334, urn:nbn:de:101:1-2021021908413207303172 (zesardigital.de).
- Sozialhilfe: Zuzahlung Krankenversicherung. In: Die Sozialgerichtsbarkeit. Nr. 1, 2012, S. 43–49, urn:nbn:de:101:1-2021021607121302821514 (diesozialgerichtsbarkeit.de).
- Die Anknüpfung von Entgeltpunkten Ost an den gewöhnlichen Aufenthalt bei FRG-Zeiten. In: Die Sozialgerichtsbarkeit. Nr. 6, 2014, S. 313–318, urn:nbn:de:101:1-2021021608103112058607 (diesozialgerichtsbarkeit.de).
- Grundsicherung für Arbeitsuchende: Kosten der Unterkunft / Einstweiliger Rechtsschutz. In: Die Sozialgerichtsbarkeit. Nr. 11, 2017, S. 643–647, urn:nbn:de:101:1-2021021609000211980243 (diesozialgerichtsbarkeit.de).
- Digitale Teilhabe von Kindern im Grundsicherungsbezug : Gehört ein Computer zum Regelbedarf? In: Die Sozialgerichtsbarkeit. Nr. 6, 2021, S. 340–348, urn:nbn:de:101:1-2021080314071602077611 (diesozialgerichtsbarkeit.de).
- mit Frank Schreiber: Arbeitslosenversicherung: Berechnung Kurzarbeitergeld / Echte Grenzgänger / Lohnsteuerpflicht im Inland. In: Zeitschrift für europäisches Sozial- und Arbeitsrecht. Nr. 5, 2022, S. 248–255, urn:nbn:de:101:1-2023011813293512015683 (zesardigital.de).